# Zam, Hunedoara
Zam este satul de reședință al comunei cu același nume din județul Hunedoara, Transilvania, România.

## Monumente istorice
- Castelul Nopcsa (proprietar actual: Spitalul de Psihiatrie Zam).

La înființare, castelul a fost proprietatea familiei Nopcsa.
- Biserica de lemn „Nașterea Sfântului Ioan Botezătorul”

## Personalități
- László Paál (1846–1879), pictor maghiar
- Francisc Hossu Longin (1847 - 1935), deputat în Marea Adunare Națională de la Alba Iulia 1918

## Lăcașuri de cult

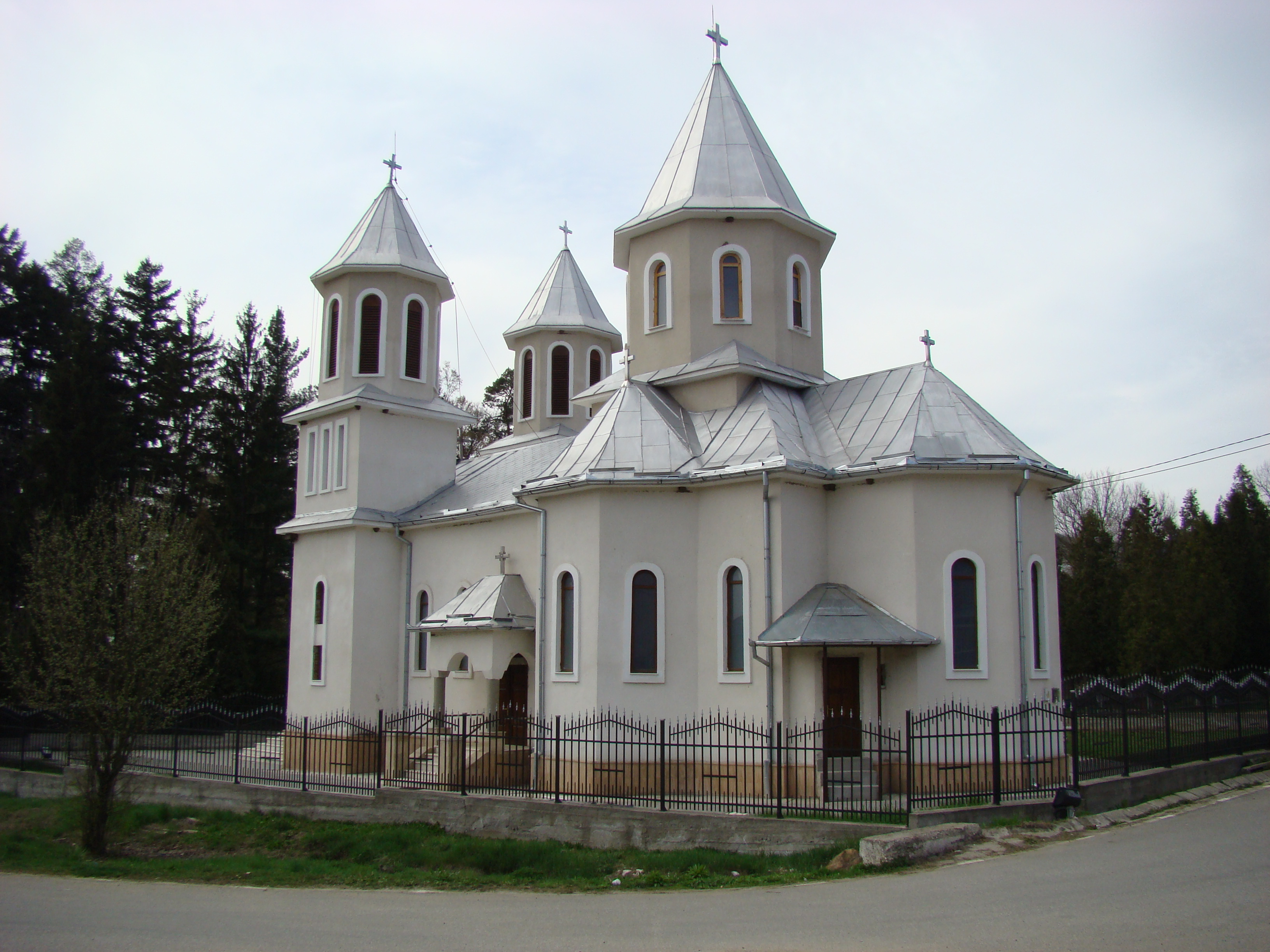
Biserica ortodoxă „Sfântul Vasile cel Mare”

Ctitorirea unei biserici trainice de zid a fost preconizată încă din perioada interbelică, dar, din pricina neînțelegerilor legate de poziționarea sa, fie în Zam-Sat, fie în Zam-Colonie, începerea lucrărilor s-a tot amânat; în 1948 noile autorități comuniste locale au dispus confiscarea cărămizii, folosită la ridicarea școlii din Pogănești, a căminului cultural din Gothatea și a unui arc de triumf în gara din Zam, închinat „serenissimului” Stalin (dărâmat în 1953). Ca atare, construcția a debutat abia în 1996, noul lăcaș de cult, închinat „Sfântului Vasile cel Mare”, fiind finalizat în 2003. Inițiatorul acestui demers a fost preotul Gavril Costan. Este un edificiu de plan triconc impunător, cu absidele pentagonale, supraînălțat printr-o turlă octogonală amplă; de aceeași formă sunt și terminațiile octogonale ale celor două turnuri-clopotniță zvelte din dreptul intrării apusene; alta se găsește pe latura sudică a naosului, ambele fiind protejate de intemperii prin pridvoare deschise de zid. Lăcașul este acoperit cu tablă; tâmpla a fost sculptată de profesorul Mircea Lac din Deva.

## Imagini

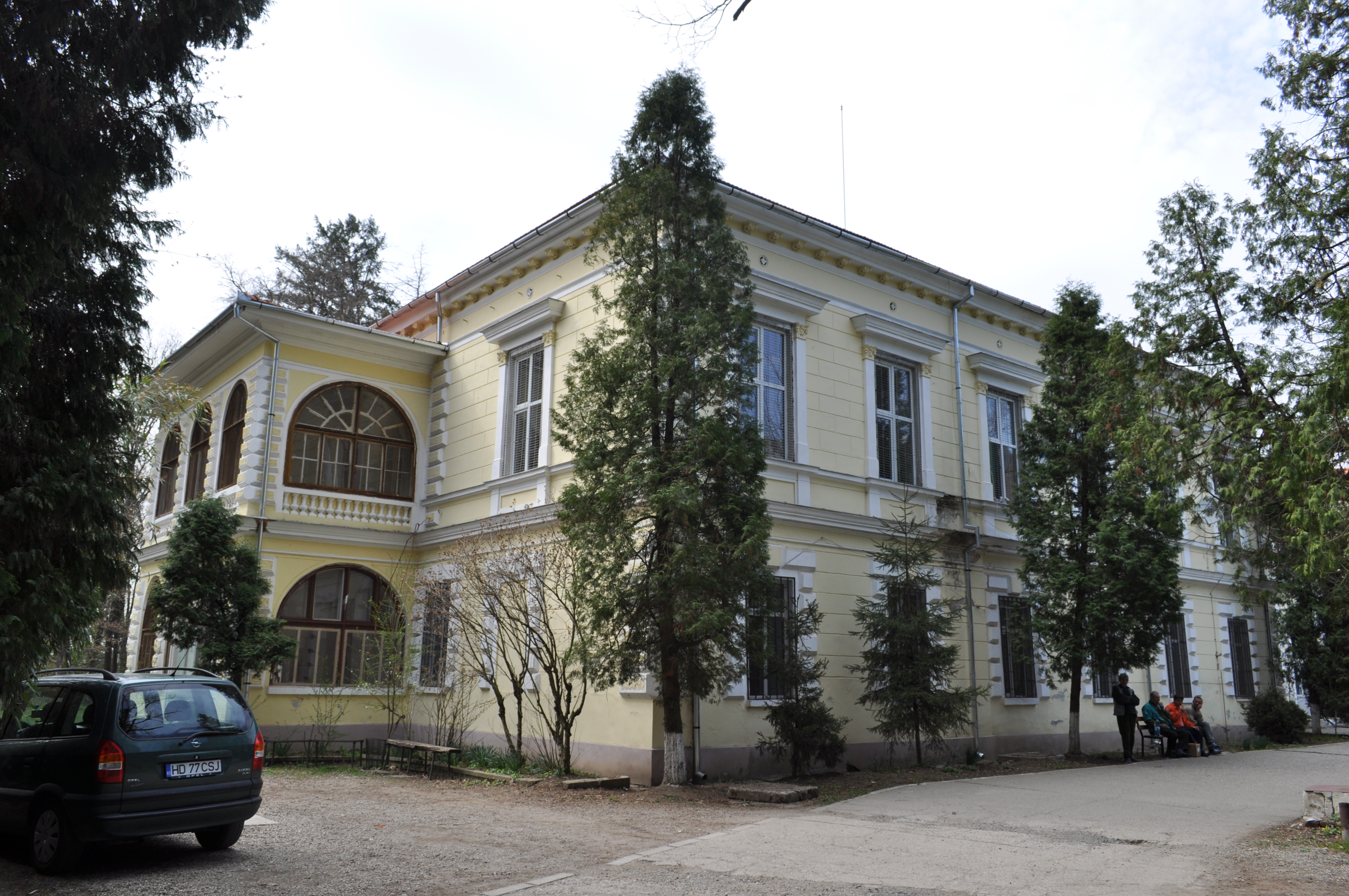
Castelul Nopcsa (monument istoric)
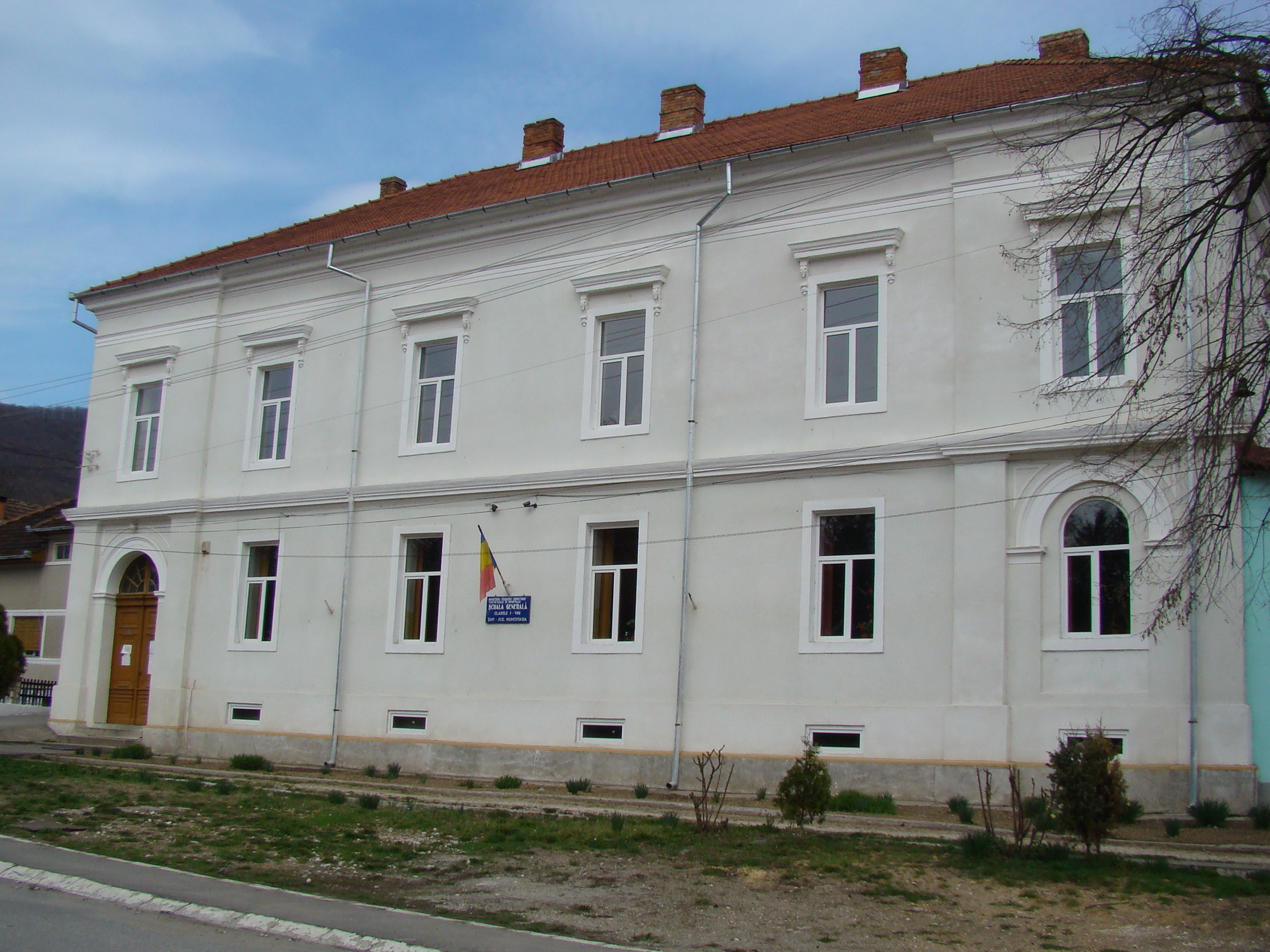
Școala
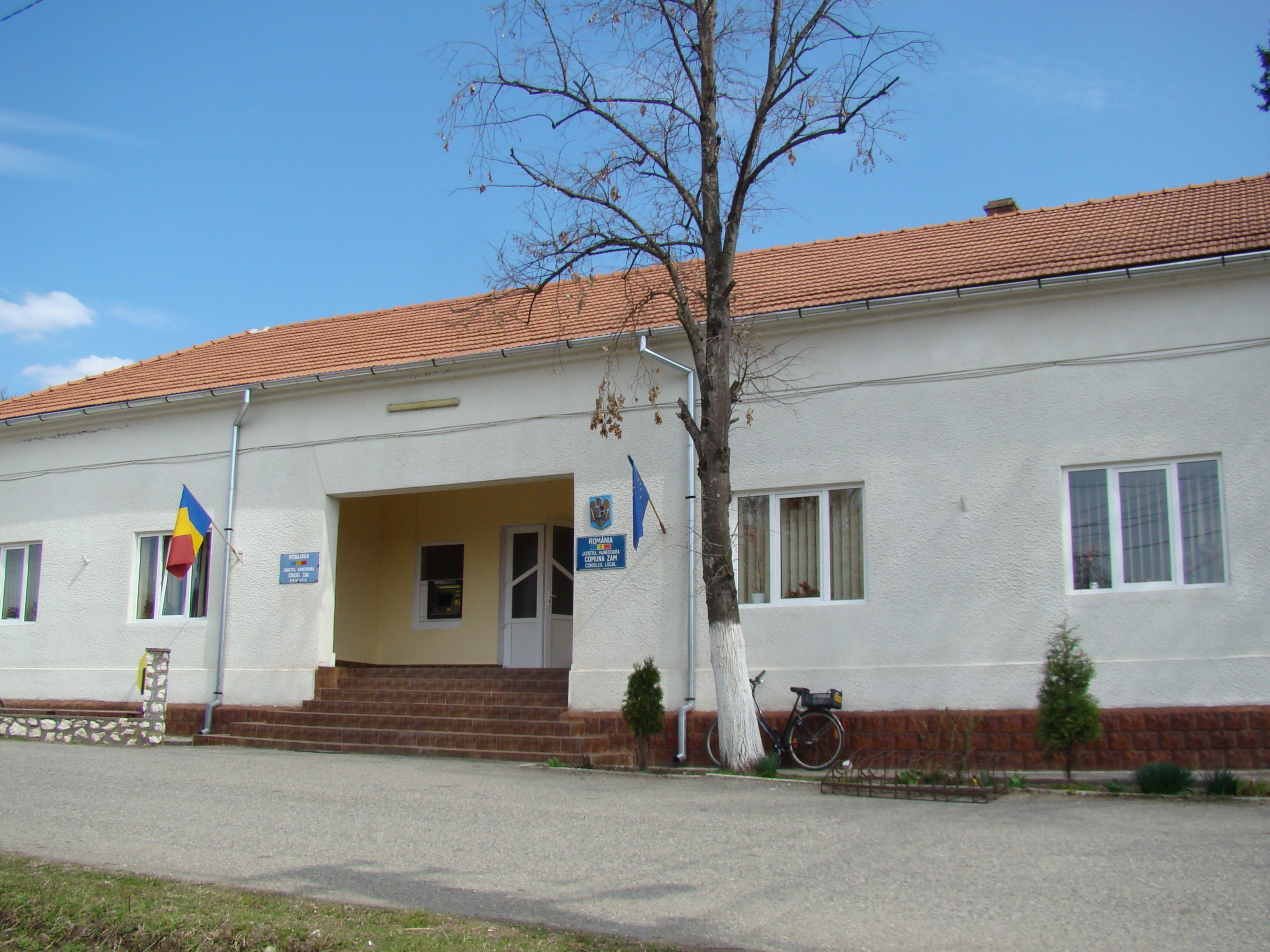
Primăria
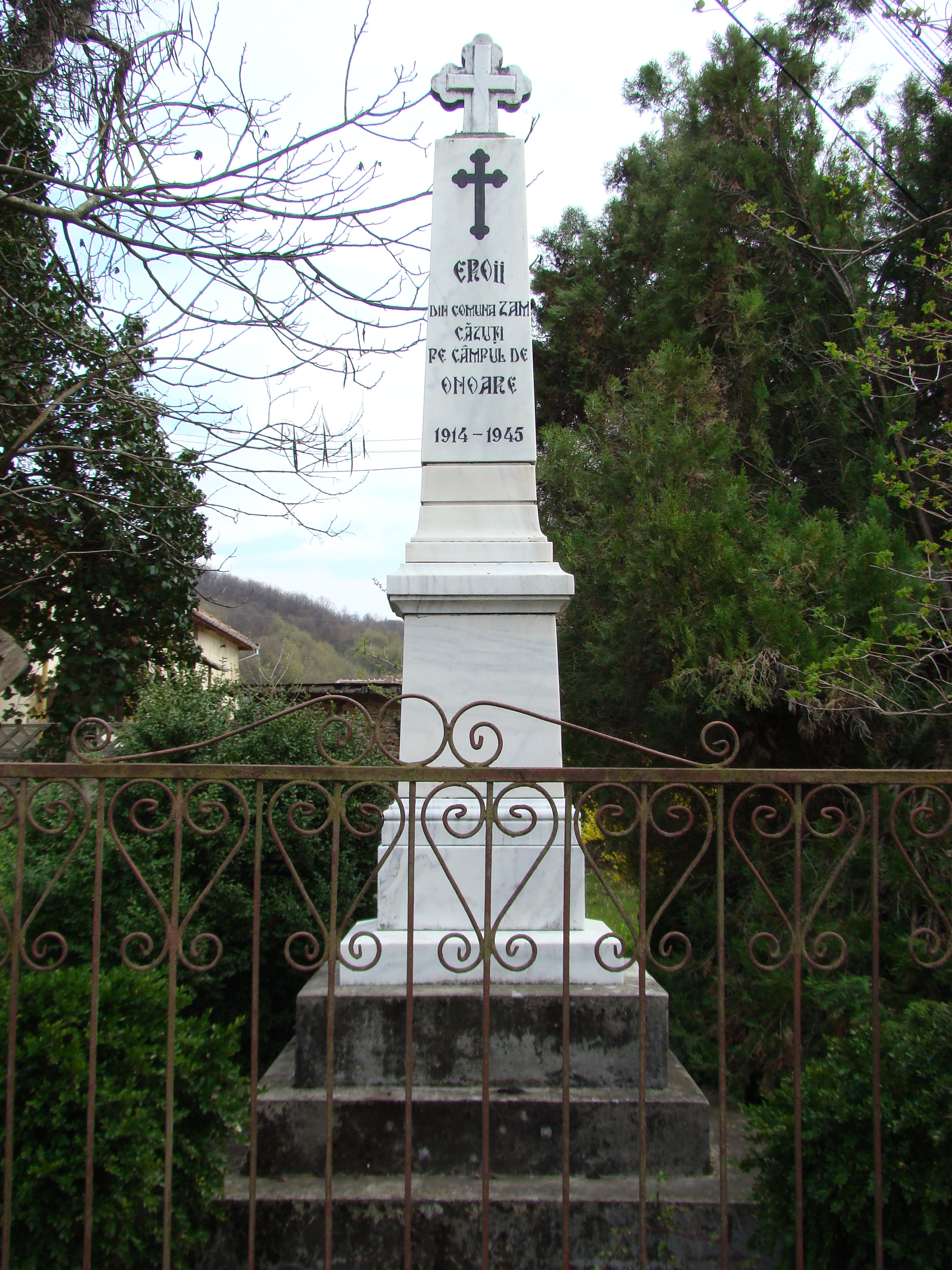
Monumentul Eroilor
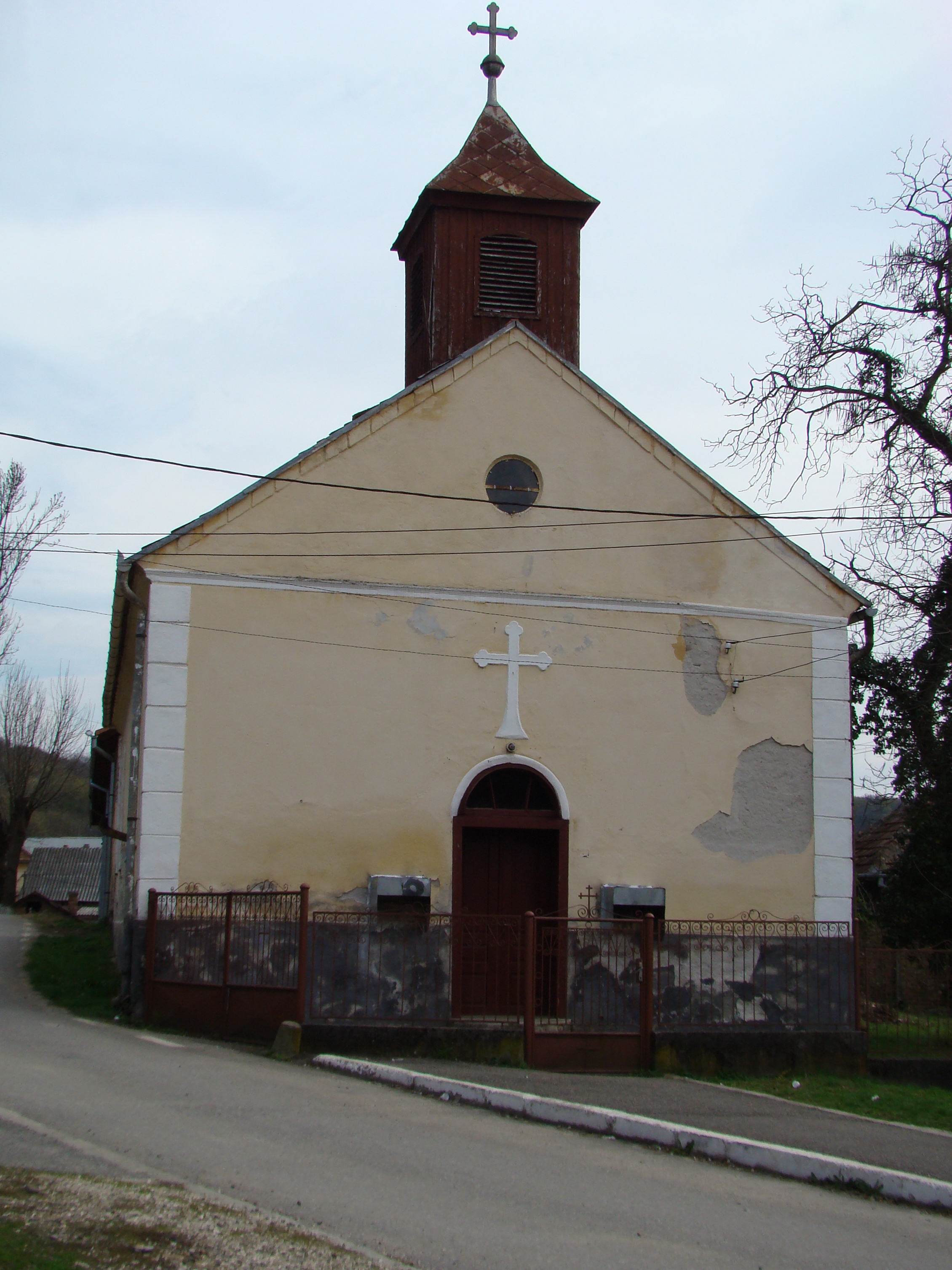
Biserica romano-catolică
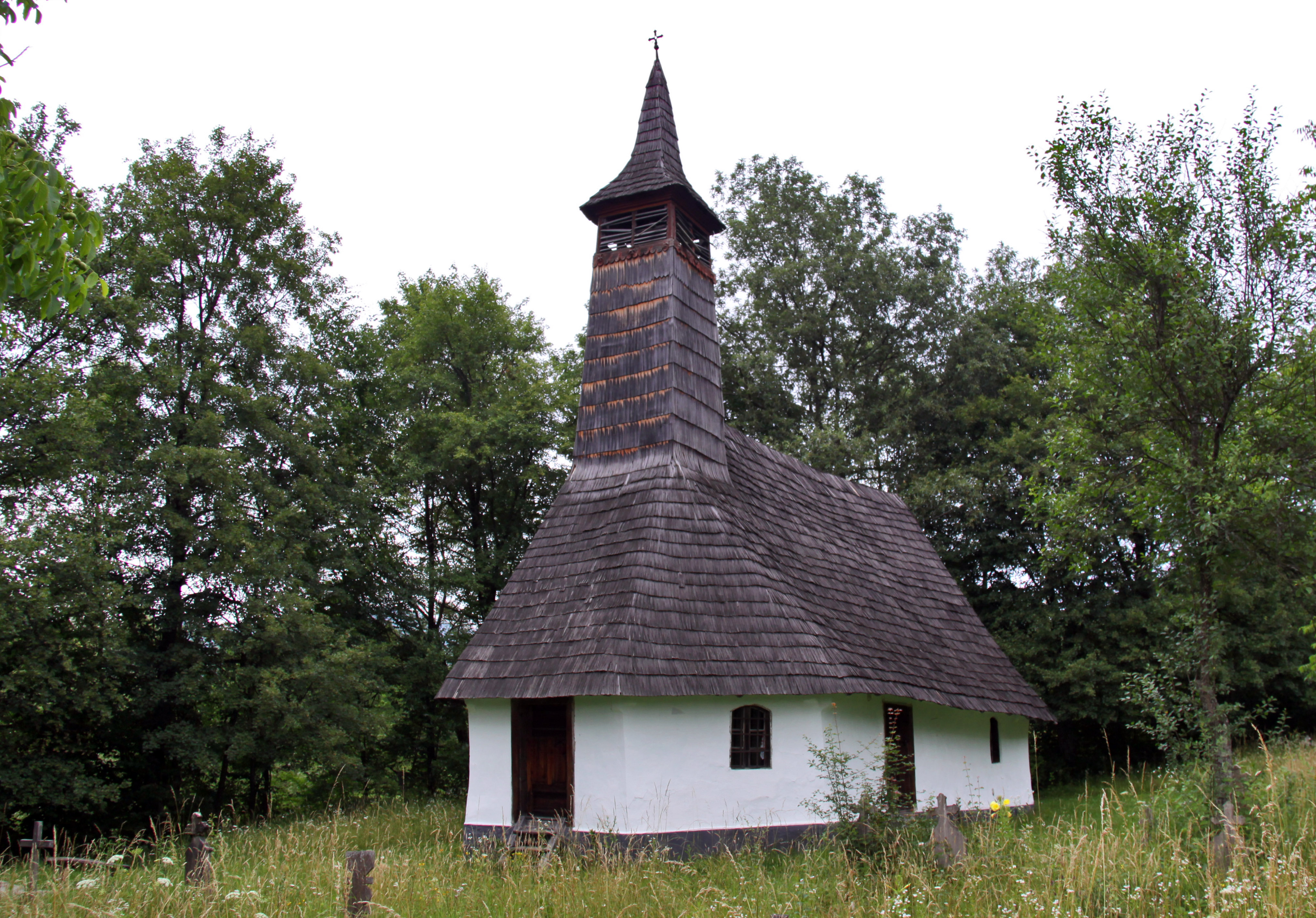
Biserica de lemn „Nașterea Sfântului Ioan Botezătorul” (monument istoric)